# Criterio de la raíz

Diagrama de decisión del criterio de la raíz.

En matemáticas, el criterio de la raíz o criterio de Cauchy es un método para determinar la convergencia de una serie usando la cantidad 
{\displaystyle C=\limsup _{n\rightarrow \infty }{\sqrt[{n}]{|a_{n}|}},}
donde {\displaystyle a_{n}} son los términos de la serie. El criterio dice que la serie converge absolutamente si esta cantidad es menor que la unidad y que diverge si es mayor que la unidad. Es particularmente útil en relación con las series de potencias. 
El criterio establece que:
- Si C < 1, entonces la serie  converge  absolutamente
- Si C > 1, entonces la serie  diverge,
- Si C = 1 y {\displaystyle |a_{n}|>1} de cierto {\displaystyle n} en adelante, entonces la serie diverge.
- En otros caso el criterio no lleva a ninguna conclusión.

Hay algunas series en que C= 1 y la serie converge, por ejemplo,{\displaystyle \textstyle \sum 1/{n^{2}}}, y hay otros para los que C= 1 y la serie diverge, por ejemplo, {\displaystyle \textstyle \sum 1/n}.

## Aplicación a series de potencias
Este criterio se puede utilizar con una serie de potencias
{\displaystyle f(z)=\sum _{n=0}^{\infty }c_{n}(z-p)^{n}}
donde los coeficientes cn, y el centro p son números complejos, y el argumento z es una variable compleja. 
Los términos de esta serie vendrían dados por an = cn(z − p)n. Entonces se aplica el criterio de la raíz a an como se vio más arriba. Tenga en cuenta que a veces una serie como esta se llama una serie de potencias "alrededor de p", ya que el radio de convergencia es el radio R del mayor intervalo o disco centrado en p de manera que el serie converge para todos los puntos z estrictamente en el interior del intervalo o disco. Como corolario del criterio de la raíz se obtiene que el radio de convergencia es exactamente {\displaystyle 1/\limsup _{n\rightarrow \infty }{\sqrt[{n}]{|c_{n}|}},}, teniendo cuidado de que es ∞ si el denominador es 0. 

## Prueba
La prueba de la convergencia de una serie Σan es una aplicación del criterio de comparación. Si para todo n ≥ N (N algún número natural fijo) tenemos {\displaystyle {\sqrt[{n}]{a_{n}}}<k<1,} entonces {\displaystyle a_{n}<k^{n}<1.} Puesto que la serie geométrica {\displaystyle \textstyle \sum _{n=N}^{\infty }k^{n}} converge, también converge {\displaystyle \textstyle \sum _{n=N}^{\infty }a_{n}} por el criterio de comparación.  La convergencia absoluta en el caso de an no positivos puede ser probada de la misma forma usando {\displaystyle {\sqrt[{n}]{|a_{n}|}}.}
Si {\displaystyle {\sqrt[{n}]{|a_{n}|}}>1} de un número infinito de n, entonces los an no convergen a 0, por lo tanto, la serie es divergente.